# Ornithogalum luschanii
Ornithogalum luschanii là một loài thực vật có hoa trong họ Măng tây. Loài này được Stapf mô tả khoa học đầu tiên năm 1885.